# 里瓦蒙塔纳尔马尔
里瓦蒙塔纳尔马尔，是西班牙坎塔布里亚的一个市镇。总面积37平方公里，总人口3688人（2001年），人口密度100人/平方公里。